# Tiếng Santal
Tiếng Santal là một ngôn ngữ thuộc ngữ chi Munda của ngữ hệ Nam Á, cùng với tiếng Ho, tiếng Munda. Nó được nói bởi khoảng 7,6 triệu người tại Ấn Độ, Bangladesh, Nepal và Bhutan. Nó là ngôn ngữ Nam Á được nói nhiều thứ ba sau tiếng Việt và tiếng Khmer. Đây là ngôn ngữ khu vực của Ấn Độ được công nhận theo Danh mục thứ tám của Hiến pháp Ấn Độ. Hầu hết những người nói ngôn ngữ này đang sinh sống tại vài phần Bắc Bangladesh và các bang Assam, Bihar, Jharkhand, Mizoram, Odisha, Tripura và Tây Bengal (ở Ấn Độ).
Tiếng Santal chủ yếu là ngôn ngữ nói cho đến khi chữ Ol Chiki được tạo ra bởi Pandit Raghunath Murmu vào năm 1925. Ol Chiki là bảng chữ cái không chia sẻ đặc điểm âm tiết nào của các hệ thống chữ Indic khác và hiện được sử dụng rộng rãi để viết tiếng Santal ở Ấn Độ, nhưng tỷ lệ người biết chữ rất thấp, từ 10 đến 30%.
Tiếng Santal được nói chủ yếu bởi người Santal.

## Lịch sử
Theo nhà ngôn ngữ học Paul Sidwell, các ngôn ngữ Munda có lẽ được đem đến bờ biển Odisha từ Đông Dương vào khoảng 3500-4000 năm trước và lan tỏa không lâu sau cuộc di cư Ấn-Arya đến Odisha.
Cho đến thế kỷ thứ XIX, tiếng Santal vẫn không có chữ viết và tất cả các kiến thức được truyền miệng từ thế hệ này sang thế hệ khác. Sự quan tâm của người châu Âu đối với việc nghiên cứu các ngôn ngữ của Ấn Độ đã dẫn đến những nỗ lực đầu tiên trong việc ghi chép lại ngôn ngữ Santal. Chữ Bengal, chữ Odia và chữ Latinh lần đầu tiên được sử dụng để viết tiếng Santal trước những năm 1860 bởi các nhà nhân chủng học, nhà dân gian và nhà truyền giáo châu Âu bao gồm AR Campbell, Lars Skrefsrud và Paul Bodding. Những nỗ lực của họ đã cho ra đời các phiên bản từ điển tiếng Santal về truyện dân gian và nghiên cứu về hình thái, cú pháp và cấu trúc ngữ âm của ngôn ngữ này.
Chữ Ol Chiki được tạo ra bởi nhà thơ Mayurbhanj Raghunath Murmu vào năm 1925 và lần đầu tiên được công bố vào năm 1939.
Ol Chiki là chữ viết tiếng Santal được chấp nhận rộng rãi trong cộng đồng Santal. Hiện tại ở Tây Bengal, Odisha và Jharkhand, chữ Ol Chiki là chữ viết chính thức cho văn học & ngôn ngữ Santal. Tuy nhiên, người dùng tại Bangladesh lại sử dụng chữ Bengal để thay thế. 
| Bảng Unicode Ol Chiki Official Unicode Consortium code chart: Ol Chiki script Version 13.0 |   |   |   |   |   |   |   |   |   |   |   |   |   |   |   |   |
|                                                                                            | 0 | 1 | 2 | 3 | 4 | 5 | 6 | 7 | 8 | 9 | A | B | C | D | E | F |
| U+1C5x                                                                                     | ᱐ | ᱑ | ᱒ | ᱓ | ᱔ | ᱕ | ᱖ | ᱗ | ᱘ | ᱙ | ᱚ | ᱛ | ᱜ | ᱝ | ᱞ | ᱟ |
| U+1C6x                                                                                     | ᱠ | ᱡ | ᱢ | ᱣ | ᱤ | ᱥ | ᱦ | ᱧ | ᱨ | ᱩ | ᱪ | ᱫ | ᱬ | ᱭ | ᱮ | ᱯ |
| U+1C7x                                                                                     | ᱰ | ᱱ | ᱲ | ᱳ | ᱴ | ᱵ | ᱶ | ᱷ | ᱸ | ᱹ | ᱺ | ᱻ | ᱼ | ᱽ | ᱾ | ᱿ |

## Phân bố
Tỉ lệ người nói tiếng Santal cao nhất là ở các huyện Bhagalpur và Munger ở mạn đông nam Bihar; huyện Hazaribag và Manbhum của Jharkhand; huyện Paschim Medinipur, huyện Jhargram, Purulia, Bankura và Birbhum của Tây Bengal; và ở các huyện Balasore và Mayurbhanj của Odisha. Những người nói tiếng Santal cũng ở các bang Assam, Mizoram và Tripura.
Tiếng Santal được nói bởi hơn bảy triệu người trên khắp Ấn Độ, Bangladesh, Bhutan và Nepal. Nhưng hầu hết người nói đều sống ở Ấn Độ, điều tra dân số năm 2001 ghi nhận 6.469.600 người nói ở các bang Jharkhand (2,8 triệu), Tây Bengal (2,2 triệu), Odisha (0,70 triệu), Bihar (0,39 triệu), Assam (0,24 triệu) và Mizoram, Arunachal Pradesh và Tripura, mỗi huyện vài ngàn người.

### Tình trạng chính thức
Tiếng Santal là một trong 22 ngôn ngữ trong danh mục của Ấn Độ.

### Phương ngữ
Các phương ngữ của tiếng Santal bao gồm Kamari-Santali, Karmali (Khole), Lohari-Santali, Mahali, Manjhi, Paharia.

## Ảnh hưởng đến các ngôn ngữ khác
Tiếng Santal là ngôn ngữ Nam Á vẫn giữ được bản sắc riêng biệt và cùng tồn tại với các ngôn ngữ thuộc ngữ chi Ấn-Arya ở Bengal, Odisha, Jharkhand và các bang khác. Sự gắn kết này thường được chấp nhận, nhưng có nhiều nghi vấn.  
Sự vay mượn giữa tiếng Santal và các ngôn ngữ Ấn Độ khác vẫn chưa được nghiên cứu đầy đủ. Trong các ngôn ngữ Ấn Độ hiện đại như Tây Hindi, các bước tiến hóa từ Midland Prakrit Sauraseni có thể được thấy rõ ràng. Trong trường hợp của tiếng Bengal, những bước tiến hóa như vậy không phải lúc nào cũng rõ ràng và khác biệt và người ta phải xem xét những ảnh hưởng khác tạo nên những đặc điểm quan trọng của tiếng Bengal.
Một dự án đáng chú ý đã được nhà ngôn ngữ học Byomkes Chakrabarti khởi xướng vào những năm 1960. Chakrabarti đã tìm hiểu quá trình đồng hóa phức tạp của ngữ hệ Nam Á, đặc biệt là các yếu tố Santal trong tiếng Bengal. Ông đã cho thấy sự ảnh hưởng mạnh mẽ của tiếng Bengal đối với tiếng Santal. Các kết luận của ông dựa trên nghiên cứu chi tiết về ảnh hưởng hai chiều trên tất cả các khía cạnh của cả hai ngôn ngữ và cố gắng tìm ra các đặc điểm độc đáo của các ngôn ngữ. Nhiều nghiên cứu đang được chờ đợi trong lĩnh vực này.
Nhà ngôn ngữ học Khudiram Das, tác giả của cuốn Santali Bangla Samasabda Abhidhan (সাঁওতালি বাংলা সমশব্দ অভিধান), một cuốn sách tập trung vào sự ảnh hưởng của ngôn ngữ Santal đối với tiếng Bengal và cung cấp cơ sở cho nghiên cứu sâu hơn về chủ đề này. Bangla Santali Bhasha Samparka Lưu trữ ngày 1 tháng 3 năm 2017 tại Wayback Machine (বাংলা সাঁওতালী ভাষা-সম্পর্ক) là một tập hợp các bài luận ở định dạng E-book do ông viết và dành riêng cho nhà ngôn ngữ học Suniti Kumar Chatterji về mối quan hệ giữa tiếng Bengal và tiếng Santal.

## Tầm quan trọng
Tiếng Santal được vinh danh vào tháng 12 năm 2013 khi Ủy ban Tài trợ Đại học Ấn Độ quyết định đưa ngôn ngữ vào Kỳ thi đủ điều kiện quốc gia cho phép các giảng viên sử dụng ngôn ngữ trong các trường cao đẳng và đại học.

### Từ điển
- Bodding, Paul O. (1929). A Santal dictionary. Oslo: J. Dybwad.
- A. R. Campbell (1899). A Santali-English dictionary. Santal Mission Press.
- English-Santali/Santali-English dictionaries
- Macphail, R. M. (1964). An Introduction to Santali, Parts I & II. Benagaria: The Santali Literature Board, Santali Christian Council.
- Minegishi, M., & Murmu, G. (2001). Santali basic lexicon with grammatical notes. Tōkyō: Institute for the Languages and Cultures of Asia and Africa, Tokyo University of Foreign Studies. ISBN 4-87297-791-2

### Ngữ pháp và sách
- Bodding, Paul O. 1929/1952. A Santal Grammar for the Beginners, Benagaria: Santal Mission of the Northern Churches (1st edition, 1929).
- Cole, F. T. (1896). Santạli primer. Manbhum: Santal Mission Press.
- Macphail, R. M. (1953) An Introduction to Santali. Firma KLM Private Ltd.
- Muscat, George. (1989) Santali: A New Approach. Sahibganj, Bihar: Santali Book Depot.
- Skrefsrud, Lars Olsen (1873). A Grammar of the Santhal Language. Benares: Medical Hall Press.
- Saren, Jagneswar "Ranakap Santali Ronor" (Progressive Santali Grammar), 1st edition, 2012.

### Văn học
- Pandit Raghunath Murmu (1925) ronor: Mayurbhanj, Odisha Publisher ASECA, Mayurbhanj
- Bodding, Paul O., (ed.) (1923—1929) Santali Folk Tales. Oslo: Institutet for sammenlingenden kulturforskning, Publikationen. Vol. I—III.
- Campbell, A. (1891). Santal folk tales. Pokhuria, India: Santal Mission Press.
- Murmu, G., & Das, A. K. (1998). Bibliography, Santali literature. Calcutta: Biswajnan. ISBN 81-7525-080-1
- Santali Genesis Translation.
- The Dishom Beura, India's First Santali Daily News Paper. Publisher, Managobinda Beshra, National Correspondent: Mr. Somenath Patnaik